# 2011년 전미 비평가 협회상
제46회 전미 비평가 협회상은 2011년 최고의 영화를 기리기 위해 2012년 1월에 열린 시상식이다.

## 수상 및 후보

### 작품상
- 멜랑콜리아 - 라스 폰 트리에 수상

### 감독상
- 트리 오브 라이프 - 테렌스 맬릭 수상

### 여우주연상
- 멜랑콜리아 - 커스틴 던스트 수상

### 남우주연상
- 머니볼 - 브래드 피트 수상

### 여우조연상
- 트리 오브 라이프 - 제시카 차스테인 수상

### 남우조연상
- 드라이브 - 앨버트 브룩스 수상

### 각본상
- 씨민과 나데르의 별거 - 아쉬가르 파라디 수상

### 촬영상
- 트리 오브 라이프 - 엠마누엘 루베즈키 수상

### 외국어영화상
- 씨민과 나데르의 별거 - 아쉬가르 파라디 수상

### 다큐멘터리상
- 잊혀진 꿈의 동굴 - 베르너 헤어조크 수상